# Batalla de Novara (1513)
La batalla de Novara (6 de junio de 1513) fue un episodio de la segunda fase de la guerra de la Liga de Cambrai.

## Antecedentes

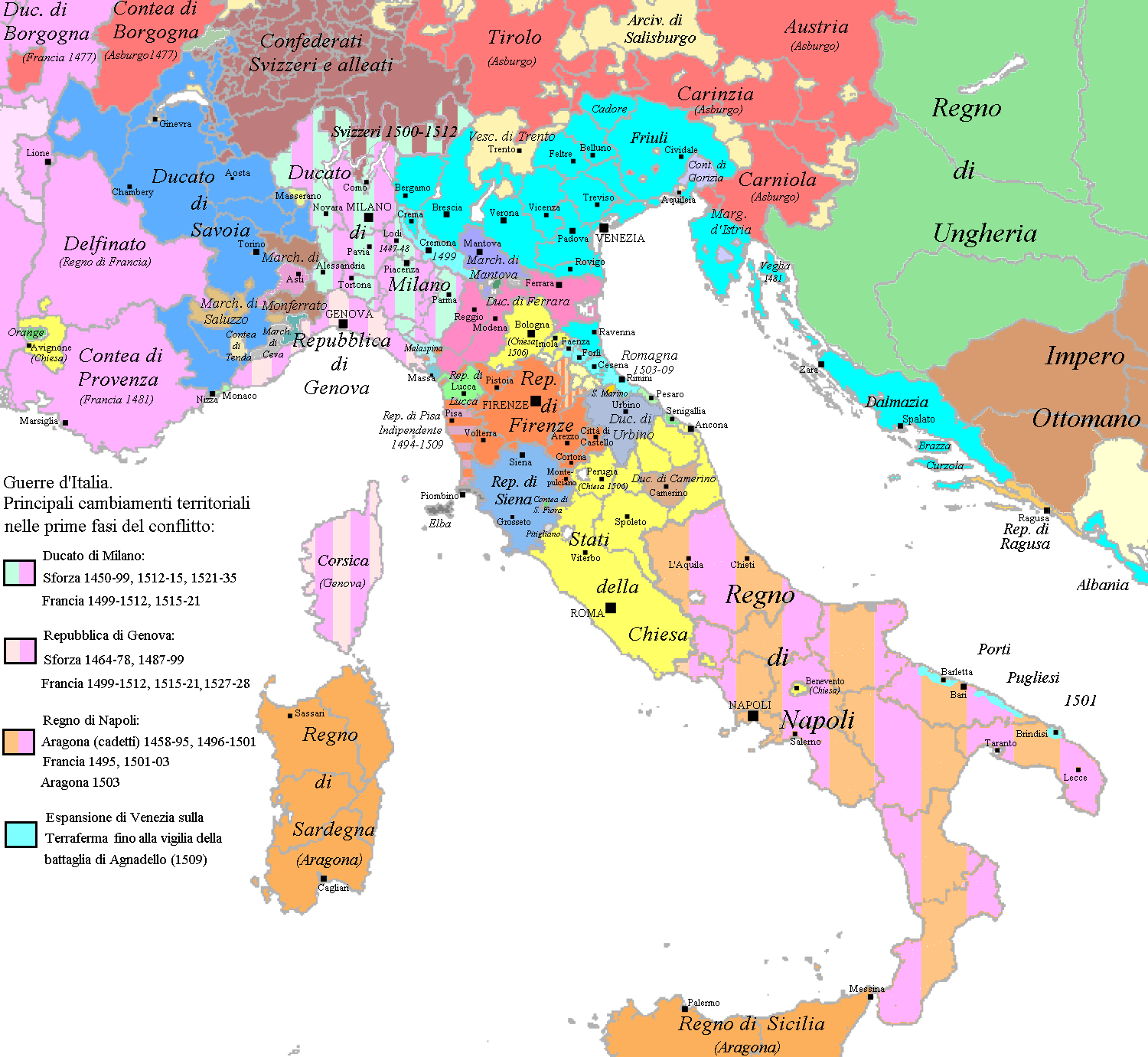
Cambios de dominios en Italia en el cambio de siglo.

Tras la muerte del papa Julio II en febrero de 1513 —el cual había auspiciado la Liga Santa de 1511 contra Francia— y la elección del nuevo papa León X de la casa de Médici, la Corona francesa consiguió que la señoría de Venecia abandonase la coalición, y firmara en marzo un tratado en Blois de alianza militar.
Luis XII de Francia pugnaba en el norte de Italia por recuperar el dominio del Ducado de Milán frente a la casa los Sforza, estado parcialmente recuperado por Maximiliano Sforza el año anterior. Venecia quería mantener o ampliar sus dominios en la Terra Ferma. Mientras que la Confederación Suiza estaba en un proceso de incorporación de nuevos territorios en la frontera norte del ducado de Milán, aprovechando la debilidad del estado milanés, y al tiempo, mantenía sus mercenarios al servicio de Maximiliano, una fuente de ingresos para los cantones y aliados, así como una opción laboral para muchos suizos.

## Sitio y socorro de Novara
La guarnición francesa de la ciudadela de Novara había capitulado el 28 de diciembre de 1512, entrando de guarnición tropas suizas. En marzo de 1512, siendo incapaz el duque de Milán de mantener 12 000 soldados suizos, licencia 8000 de ellos. En abril de 1513, entra en Italia por el Piamonte, con permiso del duque de Saboya un ejército francés procedente del Delfinado, mientras que Venecia moviliza un ejército algo menor.
Ese ejército estaba compuesto por 1375 lanzas, 613 caballos ligeros, 7486 lansquenetes, 4000 infantes gascones y 2500 infantes italianos, con 18 piezas de artillería. De todas maneras, este ejército no permaneció juntó toda la campaña, residiendo parte de él en Alessandria.
Parte de esas tropas a sueldo del rey de Francia se dirigieron a la ciudad de Novara, que estaba custodiada por unos 3400 suizos y 400 soldados de caballería con Maximiliano Sforza, sitiándola a partir del 27 de abril, iniciando el bombardeo el 29.
De inmediato se reaccionó a la entrada francesa y a la movilización veneciana, realizándose por la confederación dos levas, una de 4000 infantes y otra posterior de 8000.
La artillería francesa bombardeaba la ciudad habiendo derruido un lienzo de la muralla el 20 de mayo teniendo vía suficiente —80 pasos— para realizar un asalto con los lansquenetes. El asalto del 21 fue rechazado por los defensores suizos, muriendo 800 atacantes y 150 esguízaros.
El socorro enviado desde Suizas era de unos 16 000 soldados, tanto de levas, como aventureros ["freye knecht" en alemán] o sea, personas que venían a servir sin sueldo. Marchó en dos cuerpos de iguales fuerzas por dos caminos distintos, siendo el contingente que había atravesado los Alpes por el paso de San Gotardo el que llegó a Novara el día 5 de junio, tras una pausa en Varese de dos días. El otro contingente, dirigido por Ulrich von Hohensax partía de Varese —el punto de reunión de los dos cuerpos— el día 4. A pesar de venir a marchas forzadas, no pudo asistir a la batalla.

## Desarrollo de la batalla
Maximiliano Sforza, se quedó en Novara con un cuerpo de 1000 suizos a cargo de Arnold von Winkelried. Los suizos formaron en tres cuerpos: vanguardia y retaguardia y una batalla, o cuerpo principal de 8000 hombres. Marcharon contra la primera línea francesa, cerrando con los lansquenetes. Si bien la artillería enemiga provocó muchas bajas en el primer escuadrón suizo pudieron romper a los lansquenetes y trabar combate contra los gascones.

### El papel de la gendarmería
Mientras que la mayor parte de la caballería francesa permanecía inmóvil, Robert III de la Marck, futuro Mariscal de Francia, con un escuadrón de gendarmes —su compañía de 100 hombres— cargó sin éxito, siendo retirado del campo de batalla inconsciente y malherido. Rotos los escuadrones de infantería, la caballería francesa se retiró a Vigevano, dejando a su suerte los soldados de a pie, que fueron perseguidos y muertos en gran parte por los peones suizos, no obstante no se dispersaron muy lejos de Novara.
La aparente pasividad de la caballería francesa puede deberse a que los suizos plantearon una batalla sorpresiva, estando una buena parte de la caballería francesa sin armar, o sea, sin el arnés completo al haberse producido el ataque de improviso.

## Consecuencias
La batalla no supuso, ni mucho menos, el final de la guerra, pero en un momento en que la pujanza francesa parecía no ser contenida, se equilibraron las fuerzas en el norte de Italia, lo que supuso prorrogar la guerra unos años más, animando el reforzamiento de la participación española e imperial. La derrota de los confederados en la batalla de Marignano dos años después, y el consecuente retraímiento suizo sí tendría consecuencias de mayor calado para el juego de poder en el norte de Italia.